# Дворец Петра II
Дворец Петра II — памятник архитектуры. Расположен в Санкт-Петербурге, современный адрес дома — Университетская набережная, 11, Филологический переулок, 1.

## История

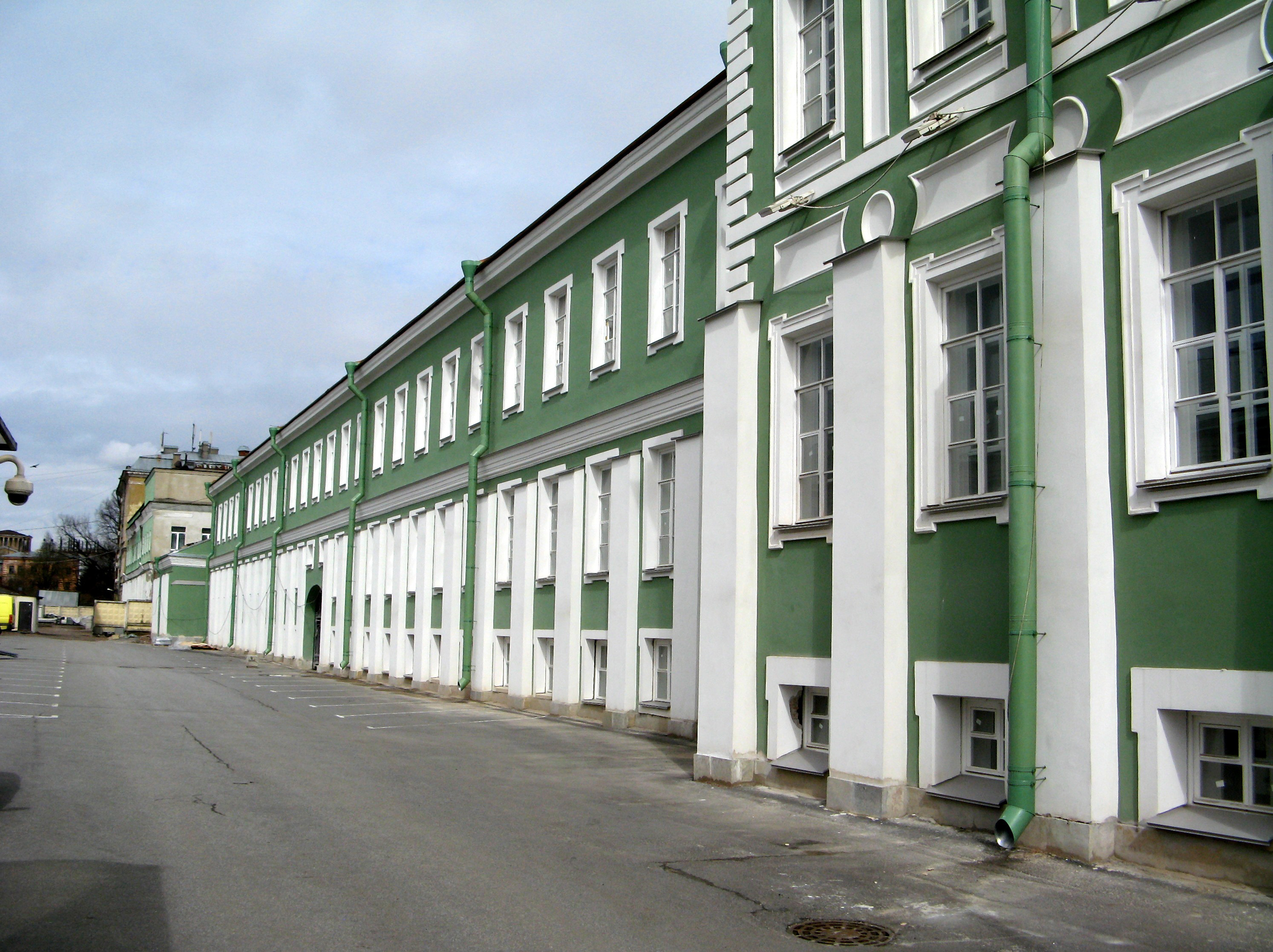
Вид со стороны Филологического переулка

В 1710—1714 году на территории меншиковской усадьбы был построен двухэтажный дом его дворецкого, бывшего крепостного, Ф. А. Соловьёва. В 1716 году Фёдора и его братьев обвинили в неуплате пошлин и арестовали, в 1719 году их имущество конфисковали, в 1721 году — выпустили, позднее предоставили баронское звание, но владения не вернули. С 1721 года домом владел В. де Геннин, затем — Канцелярия от строений. В 1725 году здание впервые отремонтировали к приезду Анны Иоанновны. С июня 1725 по март 1727 года, до отъезда на Городовой остров, на участке были мазанки Канцелярии городовых дел.
11 июня 1727 года по приказу Меншикова был заложен дворец для его воспитанника (и будущего зятя), Петра II, по проекту Д. Трезини. Сам Пётр присутствовал на закладке, но в доме никогда не жил. Палаты Соловьёва были включены в здание нового дворца (восточный флигель, девять окон в правой части здания, из которых пятое было дверью с высоким крыльцом).
К 1728 году центральная часть здания была построена на 3 метра в высоту, у дворовых корпусов был готов только фундамент. 19 января 1730 года Пётр II умер и строительство дворца остановилось.
Участок получил А. Я. Волков, его наследники в 1735 году продали его Коллегии иностранных дел, которая устроила в здании дом для «азиатцев». На цокольном этаже устроили склад, в доме Соловьёва помещались Канцелярия от строений (хранившая макет, по которому, вероятно, здание было достроено) и Сенат. С 1745 года в доме жила грузинская княгиня Анна Потаповна, вдова регента Картли, царевича Симона Левановича (1683—1740), для которой в одном из помещений устроили церковь святого Николая Чудотворца.
В 1759 году здание передали Кадетскому корпусу (то есть оно было частью Конюшенного двора Сухопутного шляхетного, с 1800 года 1-го Кадетского, корпуса), и до 1761 года оно было достроено под руководством И. Г. Борхарда. Центральный флигель использовался для жилья учителей, в доме Соловьёва был Дворянский заёмный банк, в дворовых корпусах разместились конюшни, а с 1794 году Конюшенный дом отдали в аренду Джону Грею, устроившему здесь Английский кофейный дом.
В 1840—1849 годах А. Ф. Щедрин и В. И. Кокорев перестроили главный корпус и конюшни, надстроили западный дворовый флигель третьим этажом, тогда же были настланы новые полы и создан вход с набережной (до этого он был под аркой, соединяющей здание института с Ректорским флигелем). В 1865—1867 годах на время эпидемии холеры в здании было Василеостровское отделение городской больницы, а в каменном одноэтажном дворовом флигеле была прачечная.

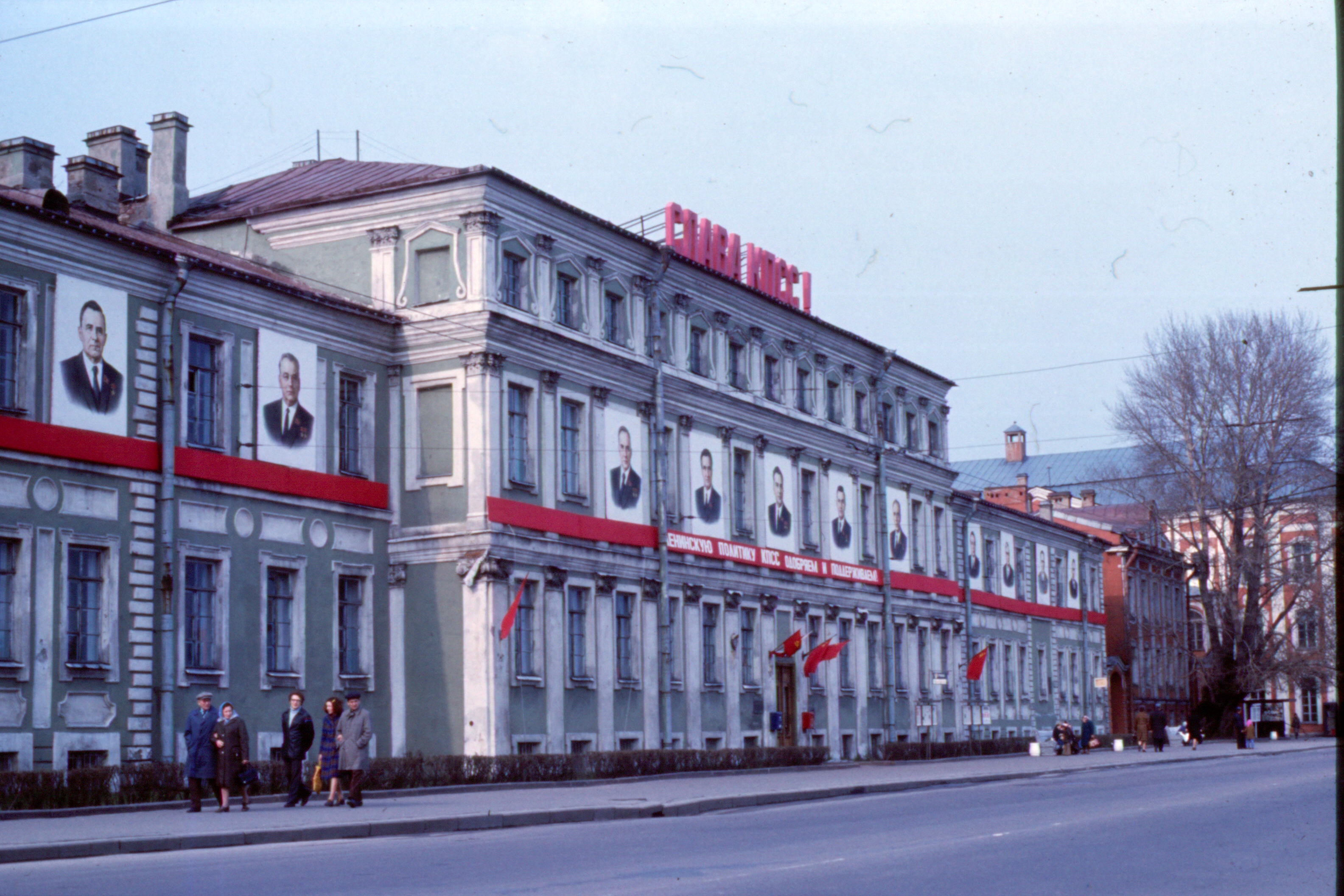
1 мая 1977 года

В 1867 году открылся Императорский историко-филологический институт, для чего здание ещё раз перестроили В. И. Собольщиков и Р. Б. Бернгард — в бывшем дворце были квартиры учителей и общежитие (в западном крыле), в 1870 году для студенческой практики в восточном флигеле открыли филологическую гимназию. Часть земли слева от ворот Университета, с конюшнями, была продана для возможности расширения института; конюшни снесли, на их месте построили баню и гимнастический зал. В 1918 году институт стал Педагогическим, школа продолжила работать (до 1934 года как Трудовая школа II ступени, потом до 1946 года Средняя мужская школа № 21, далее переехала); в 1921 году институт закрыли. В доме разместилось Научное общество марксистов, затем Географо-экономический исследовательский институт, в 1930—1937 годах — Ленинградский институт литературы и истории, на базе которого был создан филологический факультет Ленинградского государственного университета. С 1944 года в доме также разместили восточный факультет. В 1998 году прошла реставрация внутренних помещений, снесён один из дворовых флигелей.

## Внешний вид
Главный фасад по набережной — трёхэтажный, у флигелей два этажа. Двор ограничивают три дворовых корпуса. Центральная часть украшена пилястрами коринфского ордера и горизонтальными тягами сложного профиля, отделка западного крыла повторяет вид фасада палат Соловьёва.
Оформление фасада схоже с отделкой Меншиковского дворца, по замыслу Трезини дворец повторял и его планировку (замкнутую планировку с внутренним двором и выездными задними воротами).
Во дворе здания с 21 октября 2002 года открыт Парк современной скульптуры.

## Интерьеры
После многочисленных перестроек изначальная отделка интерьеров утеряна. Подвалы восточного корпуса сохранили низкие сомкнутые цилиндрические своды, коридоры первых двух этажей перерывают цилиндрические своды с распалубками. Над вестибюлем в центре главного корпуса ранее был двусветный зал (в современном вестибюле под потолком сохранилась лепнина, фриз с изображением венков и гирлянд, вероятно, работы Е. С. Воротилова). Лестницы каменные, ранее были деревянными — в 1986 году при строительных работах одна из старых деревянных лестниц была найдена замурованной. Из отделки конца XIX века сохранилась двусторонняя лестница вестибюля, украшенная торшерами с ангелами (четыре столбика заканчиваются металлическими кедровыми шишками, внизу торшеров — медальоны с венками, в которых размещены головы Психеи и Деметры). До начала 1930-х на межэтажной площадке стояли бюсты Аристотеля и Платона, на втором этаже в актовом зале висели портреты — сначала императора, после 1872 года — И. Б. Штейнмана, потом Д. А. Толстого.